# Sabina de Alvear y Ward
Sabina de Alvear y Ward (Londres, 8 de noviembre de 1815-Sevilla, 10 de noviembre de 1906) fue una escritora y empresaria española, miembro destacado de la familia Alvear, pionera en la exportación y comercialización de los vinos andaluces en Europa.

## Biografía
Sabina de Alvear y Ward nació en Londres el 8 de noviembre de 1815 durante una estancia temporal de sus padres. Fue la quinta hija del brigadier Diego Estanislao de Alvear y Ponce de León y de su segunda esposa, Luisa Rebecca Ward,  con la que tuvo siete hijos, cuatro varones y tres hembras. 
Los primeros años de vida los pasó en Madrid, donde al igual que sus hermanas recibió una educación esmerada, pero tradicional, dentro del ámbito familiar. Tuvieron gran importancia en su educación los idiomas, dominaba el inglés, la lengua de la madre, y el francés, además del español. 
Tras la muerte de su padre en 1830, su madre se estableció con sus hijos pequeños en Montilla para hacerse cargo de la administración de la hacienda familiar, especialmente de la bodega, que el padre había renovado. No obstante, Luisa permitió que sus hijas viajaran y residieran en la Corte largas temporadas, para seguir fortaleciendo las buenas relaciones que mantenían con importantes personalidades, tanto políticas como intelectuales del momento: la emperatriz Eugenia, Cánovas del Castillo y Próspero Merimée. La reina María Cristina de Habsburgo la nombró vocal de la elitista Junta de Señoras para la recaudación de fondos para la construcción de la catedral de la Almudena.
La labor de Sabina de Alvear fue fundamental a la hora de impulsar los vinos montillanos en Europa, principalmente en Gran Bretaña y Francia, ya que se encargó personalmente, junto a su hermana Candelaria, de promocionarlos e iniciando la exportación continuada. Se valía para ello de los contactos que tenía con las familias más influyentes de Europa.
A pesar de su importante labor comercial, y siempre según sus biógrafos, mostró siempre en público un perfil secundario respecto al de sus hermanos varones: ella prefería presentar su labor dentro del ámbito doméstico, ser la hija de la familia. No obstante, su valor como empresaria fue reconocida por sus coetáneos, superando las reticencias que respecto a las mujeres en la esfera pública se tenían en la época.
Mujer culta, escribió la biografía novelada de su padre, Historia de D. Diego de Alvear y Ponce de León Brigadier de La Armada (1891), por la que recibió elogios de destacadas personalidades de la literatura: Campoamor, Valera y Cesáreo Fernández.
La obra se la dedicó a «mis sobrinos de España y América», consiguiendo de esta forma mantener viva la memoria de Diego de Alvear entre sus descendientes, para los que el libro sigue siendo un auténtico tesoro.
Murió en Sevilla a la avanzada edad de 91 años el 10 de noviembre de 1906. Como la mayoría de sus hermanos, Sabina de Alvear permaneció soltera y sin descendientes directos, incrementando su patrimonio el de la rama principal de los Alvear.

## Obra
- Historia de D. Diego de Alvear y Ponce de León, Brigadier de la Armada, los servicios que prestara, los méritos que adquiriera y las obras que escribió todo suficientemente documentado por su hija Doña Sabina de Alvear y Ward, Impreso en Madrid en 1891 en la Imprenta de D. Luis Aguado, 8, Pontejos, 8, Tel. 697.